# 信仰

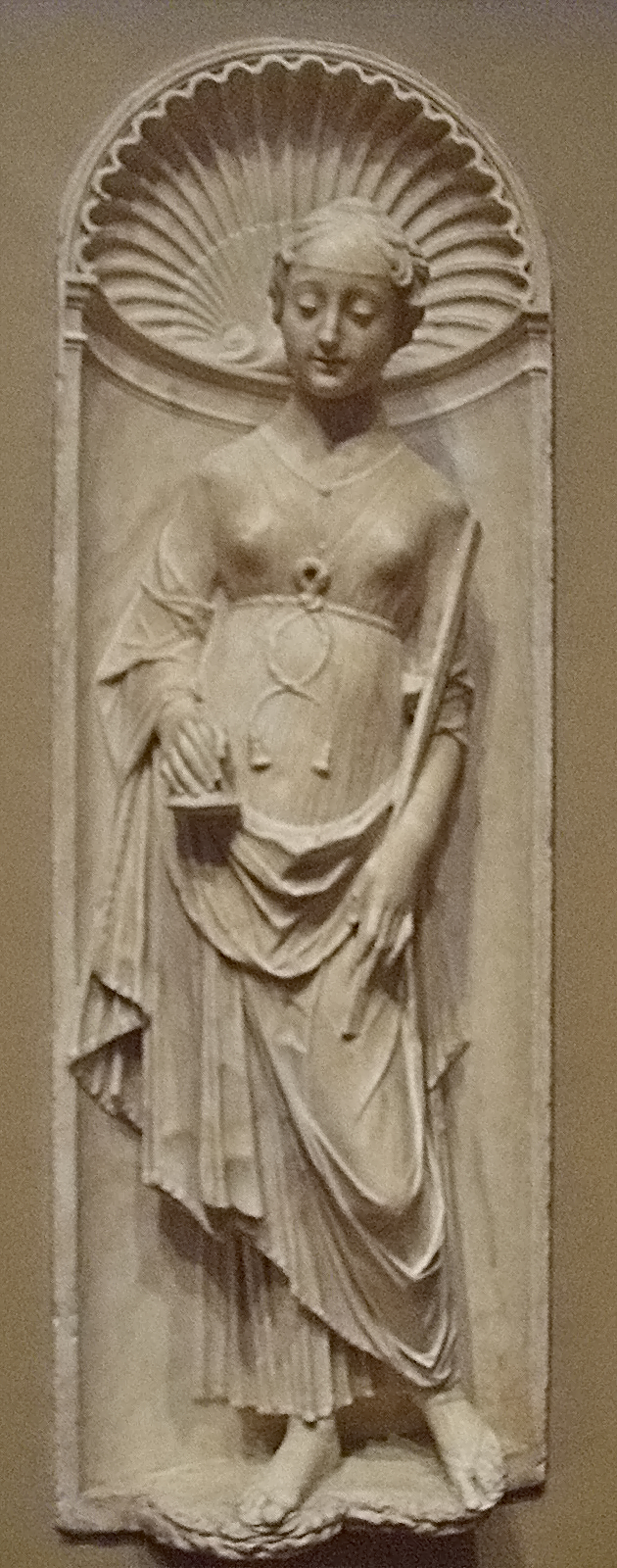
Faith (Armani), by Mino da Fiesole.

信仰（英語：faith，源自拉丁語 fides 和古法語 feid），是對人事物或概念的坚定信念或信任。 在宗教背景下，或可將信仰定義為“對超自然(包括神祇)或宗教教義等的坚定信念”。  信仰可以是某种思想体系或政治观。比如， 儒家思想， 共产主义信仰等。
根据韦伯斯特词典，信仰有多种定义，包括“对 神的信念、信任和忠诚”、以及“对没有证据的事物的坚定信念”，  信仰通常基于直觉或个人经验,而非严格的理性或经验证据。 宗教人士通常认为信仰是基于感知程度和证据的信心， 对宗教持怀疑态度的人认为信仰只是没有证据的信念。

## 信仰信念知识之间的区别
信念（英语：belief），信念是个人判断和选择事物真伪的思想意识，信念的正确与否取决于个人的知识水平包括推理能力。
信念可以被描述为对命题正确与否的态度， 有别于信奉（Belief-in）。 信奉（Belief-in）与信任（Trust）或信仰(Faith)等概念更紧密相关，因为它通常是指对人的态度。在许多宗教传统中扮演着中心角色，其中“信奉 神”是其信徒的核心美德 （也称信仰 神）。 
信仰是对某事或某人的一种强烈的坚定不疑的信念，处于难以被客观证据和理性分析而改变心理状态。信仰常用于宗教语境, 是指对宗教的一种神圣的信念。 信念通常指的是对某件事是真实或存在的一种心理态度或接受，通常基于证据、经验或对来源的信任。 信仰与信念的区别在于， 信念在没有达到信仰所具有的强烈的坚定不疑的心理状态下，是容易被客观证据和理性分析而改变的。 信念所意味的信任程度可能不如信仰的信任程度那么强烈，信念有错时更容易被经验证据和理性分析纠正。信仰以某些信念为前提，但信念并不一定意味着是信仰。

知識也是信念的一种, 被定义为被证实的真的信念（justified true belief）。一个陈述要成为知识，必须符合三个准则：被证实的（justified）、真的（true）和被相信的（believed）（JTB理论）， 尽管现今的知识论学者都接受上述的三个准则不是知识的充份条件（参见：知识论 &  知识的理論 ）。

## 宗教信仰
宗教信仰是對超自然现象或宗教教義等的坚定信念, 其特点是用情感代替证据。 《斯坦福哲学百科全书》寫道，“信仰”是一个广义术语，出现在表达各种不同概念的语言中；从最普遍的意义上讲，“信仰”(Faith) 与“信任”(Trust) 的含义大致相同。但哲学上对信仰的叙述和讨论几乎完全是局限于有神论的宗教信仰，既对 神的信仰。而且通常，它们处理的是亚伯拉罕传统（Abrahamic traditions）中的基督教分支中所理解的信仰， 尽管没有排除其它方面的信仰。
世界上几个主要的宗教如下：
- 基督教：一种基于耶稣基督的生平和教导的一神论宗教，基督徒相信耶稣是 神之子和人类的救世主。
- 伊斯兰教：一种基于先知穆罕默德的教导和信仰一个真主（安拉）的一神论宗教。
- 印度教：一种拥有多种信仰和实践的多神论宗教，以吠陀、奥义书和《博伽梵歌》为核心。
- 佛教：一种基于释迦牟尼（佛陀）的教导的宗教，强调四圣谛、八正道和成就启迪的重要性。
- 犹太教：一种基于信仰一个 神的一神论宗教，以希伯来圣经（旧约）为主要经文。
- 锡克教：一种起源于印度旁遮普地区的一神论宗教，由第十代古鲁那纳克于15世纪创立，强调精神平等、服务和社会正义的重要性。

## 世俗信仰
信仰，除了信仰宗教及超自然外，也可以有世俗信仰, 是对某种主张或思想的坚定的信念，核心就是强烈的“相信”，而且拿来作为自己观察世界和行动的原则和指引。 世俗信仰不基于宗教或超自然教义的信仰或信念, 来源多种多样，  包括：
- 哲学：许多世俗信仰植根于哲学思想，例如人道主义或理性主义。这些信仰体系通常强调理性、道德和人类能动性的重要性，而不是依赖超自然或宗教解释。
- 科学：科学发现和进步也可以激发世俗信仰。例如，进化论使许多人相信自然选择的力量和进化过程，而不是相信 神是造物主。
- 个人价值观和原则：人们可能会根据自己的个人价值观和原则发展世俗信仰，例如对社会正义或环保主义的信仰。
- 社区和文化：世俗信仰也可能受到特定社区或文化的价值观和信仰的影响。例如，有些人可能相信民主、人权或言论自由的原则。

总的来说，世俗信仰可以有多种来源，可以有多种形式，这取决于个人的信仰和经历。
例如世俗信仰可以是：
- 某種政治觀（例如馬克思主義、共產主義）[4]、哲學觀（例如唯物主義、唯心主義）[17]、意識形態的觀點等等。
- 某種思想体系及价值观。 比如，儒家思想， 是一种基于孔子的教导的中国哲学和伦理体系，强调道德价值观、社会秩序和尊重传统和权威。 道家思想，一种基于老子和庄子的教导的中国哲学，强调与自然世界和谐相处和阴阳平衡的重要性。

## 认识论分析
认识论是哲学的一个分支，关注知识以及我们如何获得知识，而信仰通常被定义为对某事的信仰，而不必需要证据或证明。从认识论的角度来看，知识通常被视为以证据和推理为基础的东西，可以通过经验观察和逻辑分析来验证。认识论研究侧重于认知论证、信仰的合理性以及各种相关问题。 
- 信仰通常被视为一种不一定基于经验证据的信仰形式。但是当宗教信仰确实提出经验主张时，这些主张需要接受科学检验以确定其有效性。
- 另一方面，一些宗教信仰可能不会提出经验性主张，而是可能关注非经验性问题，例如伦理、道德和精神实践。在这些情况下，可能需要根据其内部连贯性和逻辑一致性而不是实证检验来评估这些信念的有效性。

### 对质疑性挑战的态度
科学和宗教信仰所面临挑战的态度可能大不相同。
- 在科学领域，对质疑性挑战通常被视为学习和增进理解的机会。科学家们接受过质疑和审视自己以及他人想法的训练，并认识到挑战和批评是科学过程的重要组成部分。对待科学挑战的态度通常是对新思想和新证据的好奇和开放态度。[22]
- 在宗教中，对信仰的质疑性挑战可以被视为对一个人的信仰和个人身份的威胁。对于某些人来说，质疑或挑战宗教信仰可能被视为不尊重甚至亵渎神明。然而，对于其他人来说，对宗教信仰的挑战可能是成长和加深对信仰的理解的机会。[23][24]

### 经验性主张
宗教信仰有可能与科学相矛盾。这是因为宗教信仰通常基于信仰、传统和启示，而科学则基于经验证据、推理和观察。因此，当科学发现与宗教信仰发生冲突时，就会在两者之间造成紧张状态。
宗教信仰是否提出经验主张并不总是很清楚，因为宗教文本和传统通常包含经验和非经验元素。然而，当宗教信仰确实提出经验主张时，这些主张需要接受科学检验以确定其有效性。例如，祈祷可以治愈身体疾病的说法是一种经验性的说法，可以通过科学研究来检验。如果研究一致表明祈祷对身体康复没有影响，那么这将质疑该特定宗教信仰的有效性。 理查德·道金斯在《上帝错觉》第二章第六节 <伟大的祷告实验>(THE GREAT PRAYER EXPERIMENT)中还介绍了令人感兴确的一个实验。用实验方法检验为病人做祷告是否改善他们的健康状况。双盲的方式进行，病人以严格随机的方式安排。2006年4月的《美国心脏杂志》（《在心脏导管搭桥病人中为病人祈祷的治疗效果研究》）所报道的研究结果清晰明了：接受祷告的病人与没有接受祷告的病人之间不存在任何差异。该实验由某宗教组织赞助，因为该组织对祷告的效力深信不疑，尽管实验结果否认了祷告作用。
理查德·道金斯在《上帝错觉》中指出， 神的概念应该被视为关于宇宙的科学假设，并且与任何其他科学假设一样受到相同水平的审查和分析。他认为 神的存在是一个经验问题，可以使用证据和推理进行调查和评估。
另一方面，一些宗教信仰可能不会提出经验性主张，而是可能关注非经验性问题，例如伦理、道德和精神实践。在这些情况下，可能需要根据其内部连贯性和逻辑一致性而不是实证检验来评估这些信念的有效性。
虽然许多宗教信仰确实是隐喻性的或象征性的，但也有一些宗教信仰被信徒们从字面上理解。例如，一些基督徒认为地球是在字面意义上的六日内创造的，而一些穆斯林则认为古兰经包含了在其启示时人类不为人知的科学事实。此外，即使一种宗教信仰是隐喻性的或象征性的，如果它对世界提出经验性主主张，它仍然可以接受实证检验。例如，地球是宇宙中心的说法可以解释为人类在宇宙中特殊地位的隐喻，但它也提出了一个可以通过科学观察来检验的经验论断。尽管许多神学家说不再接受从字面上的圣经，仍然有很多人仍然接受从字面上的圣经经文，包括诺亚的故事。根据盖洛普的说法，大约50％的美国选民仍然从字面上接受圣经经文。如果你把这本好经文按字面解释到极致，有些人可以为1994年的谋杀辩护，即牧师保罗.詹宁斯.希尔开枪打死约翰布里顿博士。希尔到死时声称他的行为得到了圣经的支持。(also see Anti-abortion violence)
教皇Benedict XVI首次访问非洲大陆时发表言论,教皇按宗教信仰的教义主张不用安全套，还称安全套可能使非洲艾滋病危机恶化。经验性主张应该接受科学检验，错误的宗教主张而具有的极大的影响力后果极大。教皇Benedict XVI言论激怒了试图阻止艾滋病毒和艾滋病传播的卫生机构科学工作者,据估计那里有 2200 万人受到感染。

### 道德与信仰
从科学的角度来看，道德不依赖于信仰。虽然有些人可能声称他们的道德植根于他们的信仰或宗教信仰，但有证据表明，道德也受到其他因素的影响，例如社会和文化规范、同理心和理性。研究表明，来自不同文化和宗教背景的人往往有许多共同的道德价值观，这表明道德不仅仅取决于信仰。此外，心理学、神经科学和进化生物学领域的研究揭示了道德决策背后的生物学和认知机制，进一步证明道德不仅仅取决于信仰。
- 有研究通过调查美国联邦囚犯中有宗教信仰的比例，考察是否由宗教维持道德[34]。从这篇文章我们可以看出：在不容易犯罪的信仰群体中，无神论者仅次于五旬节运动教派，是第二不容易犯罪的群体。“道德必须靠宗教维持”这个论点不成立。

### 批评
英国哲学家和逻辑学家诺贝尔文学奖获得者伯特兰·罗素写道：
基督徒认为自己的信仰行善，但其他信仰却有害。 无论如何，他们对共产主义信仰也是持这种观点。 我坚持的是，所有信仰都是有害的。 我们可以将“信仰”定义为对没有证据的事物的坚定信念。 在有证据的地方，没有人会说“信仰”。 我们不说“2加2等于4”是信仰，也不说“地球是圆的”是信仰。 我们只在希望用情感代替证据时才谈到信仰。用情感代替证据容易导致冲突，这是因为不同的群体用不同的情感来代替。 基督徒信仰耶稣复活， 共产党人相信马克思的价值论。 其中任一种信仰都不能得理性的支撑，因此，每种信仰都只得通过宣传来维持，必要时还得通过战争。 ——Will Religious Faith Cure Our Troubles?
哲学家瓦爾特·阿諾德·考夫曼在他的著作《The Faith of a Heretic》定义信仰为：一种强烈的信念，通常表现为对缺乏足够证据的、不能说服每一个理性人的事物的固执信任。
进化生物学家 理查德·道金斯在其著作《上帝错觉》中批判他所认为的与科学证据直接冲突的所有信仰, 认为耶稣复活的信仰违反科学。 教育孩子"信仰本身就是一种美德"的观点，实际是真正有害的做法。信仰之所以邪恶，恰恰是因为它不需要理由，也不需要争论。 灌输给孩子们"不用置疑的信仰是一种美德"，可能会让他们长大成为未来圣战或十字军东征的潜在致命武器， 尤其是在某些不难获得的其他因素的影响下。他将信仰描述为没有证据的盲信， 一个积极的不思考的过程。他指出，这种做法只会让任何人仅凭个人思想和可能扭曲的感知（不需要对自然进行检验）提出关于自然的断言(主张); 这种做法，降低了我们对自然世界的理解，没有任何能力做出可靠且一致的预测，并且无需同行评议。
美国和其他国家的一部分人,拒绝威胁到他们核心信念或世界观的一些科学上得到充分证实的结果，比如温室气体排放引起全球变暖的事实。
1979诺贝尔物理学奖获得者史蒂文·温伯格警示人们， 世界需要从漫长的宗教信仰噩梦中醒来；对我们科学家来说，为削弱宗教信仰而可以做的任何事情都应该去做，实际上这可能是我们对文明的最大贡献。宗教是弊大于利的。 他还认为：无论有没有宗教，好人都会做好事，坏人都会做恶事。 但是，若你想要好人做恶事，就需要宗教了。
古斯塔夫·勒庞认为信仰是一种强大的力量，强调了信仰的非理性本质，信仰往往基于情感而非理性, 可以用来操纵和控制人们，特别是在宗教或政治运动的背景下。从这个意义上说，信仰是一个工具，可以被掌握权力的人用来塑造群众的信仰和行为。

## 外部連結
- Dialogue with Professor Richard Dawkins, Archbishop of Canterbury Rowan Williams and Professor Anthony Kenny （页面存档备份，存于） （理查德·道金斯教授与罗温·威廉斯 坎特伯雷大主教对话。 四个主题：人类个体的本质、人类的起源、地球生命的起源、宇宙的起源。 four topics: the nature of individual human beings, the origin of the human species, thirdly the origin of life on Earth, and finally the origin of the universe)
- The God Delusion Debate (Dawkins – Lennox) （页面存档备份，存于） （道金斯相信自然法则，否认耶稣复活和神迹；伦诺克斯相信耶稣的复活和奇迹是 神打破自然法则的能力所证明的。Dawkins believes the law of nature and denies   Jesus resurrection and miracles;  Lennox believes Jesus resurrection and miracles with justification by God's capability of breaking the law of nature.)
- We'd be better off without religion? Panellists: Christopher Hitchens,  Nigel Spivey,  Richard Dawkins, rabbi Juliet Neuberger, AC Grayling and Roger Scruton. （页面存档备份，存于）
- The God Delusion by Richard Dawkins Audiobook （页面存档备份，存于）